# Schopfalk
Der Schopfalk (Aethia cristatella) ist eine monotypische Art aus der Familie der Alkenvögel. Es handelt sich um einen verhältnismäßig kleinen Alkenvogel, der während der Brutzeit eine sehr auffällige Schnabelform sowie eine nach vorne fallende Federhaube hat. Sein Verbreitungsgebiet ist der Nordpazifik. Er brütet in Kolonien, die mehr als hunderttausend Vögel umfassen können. Die IUCN schätzt die Art derzeit als ungefährdet (least concern) ein.

## Erscheinungsbild

### Allgemeine Merkmale
Der Schopfalk erreicht eine Körpergröße von 25 Zentimetern. Er ist damit ein verhältnismäßig kleiner Alkenvogel mit einer Körpergröße, die der des Krabbentauchers und des Rotschnabelalken entspricht. Das Gewicht variiert sehr stark. Während der Brutzeit wiegen ausgewachsene Vögel zwischen 211 und 322 Gramm, wobei die Weibchen etwas leichter sind. An Land haben Schopfalken eine sehr aufrechte Körperhaltung und ähnlich wie der Rotschnabeltaucher sind sie an Land sehr agil. Erregte Vögel strecken den Hals sehr weit nach vorne, was ansonsten bei keinem der kleinen Alkenvögel zu beobachten ist. Der Flug des Schopfalken ist schnell, die Flügel sind schmal und spitz zulaufend. Ausgewachsene Schopfalken haben eine weiße Iris, Beine und Füße sind blass blaugrau mit schwarzen Schwimmhäuten. Es gibt jedoch auch Individuen, die bräunliche bis braunrosa gefärbte Beine und Füße aufweisen. Männchen sind meist etwas größer als die Weibchen.

### Pracht- und Schlichtkleid
Im Prachtkleid ist die Körperoberseite dunkelgrau; es verläuft lediglich eine weiße Linie von den Augen bis zum Nacken. Die Schwingen und die Schwanzfedern sind schwarzgrau bis schwarzbraun. Die auffällige, nach vorne fallende Federhaube besteht aus zwölf bis zwanzig, zwei bis drei Millimeter breiten und 15 bis 50 Millimeter langen schwärzlichen Federn. Verschiedene Untersuchungen haben nachweisen können, dass Schopfalken Partner mit einer möglichst großen Federhaube präferieren. Das Gefieder riecht während der Balzzeit stark nach Zitrus, was möglicherweise bei der Balz eine Rolle spielt. Der Schnabel ist leuchtend orange. Er ist in der Balzzeit durch vier bis fünf hornartige Platten deutlich vergrößert. Männchen haben dann einen auffallend kräftigeren Schnabel als die Weibchen. Die Platten werden von brütenden Vögeln mit Beginn der Jungenaufzucht abgeworfen; nicht brütende adulte Schopfalken behalten sie bis zum Ende der Fortpflanzungszeit. Schopfalken haben dann einen deutlich kleineren und unauffälliger gefärbten Schnabel.
Im Schlichtkleid fehlt die auffällige Schnabelfärbung, die Federhaube ist deutlich reduziert oder fehlt sogar ganz. Einige Schopfalken, vermutlich noch nicht geschlechtsreife, ein bis zwei Jahre alte Vögel, zeigen dieses Schlichtkleid auch während des Sommers. Jungvögel ähneln adulten im Winterkleid, haben aber graue Augen, keine Federhaube und einen kleinen schwarzen Schnabel.

## Stimme
Ähnlich wie Aleuten- und Rotschnabelalken ist der Schopfalk ein sehr ruffreudiger Vogel. Die Stimme unterscheidet sich jedoch deutlich von denen anderer Alkenvögel. Ihr kurzer, rauer Ruf erinnert an das Bellen eines kleinen Hundes. Dieses „Bellen“ ist am häufigsten zu hören, wenn die Schopfalken sich in den Brutkolonien befinden oder sich auf See vor den Brutkolonien versammeln.

## Verbreitung und Wanderungen

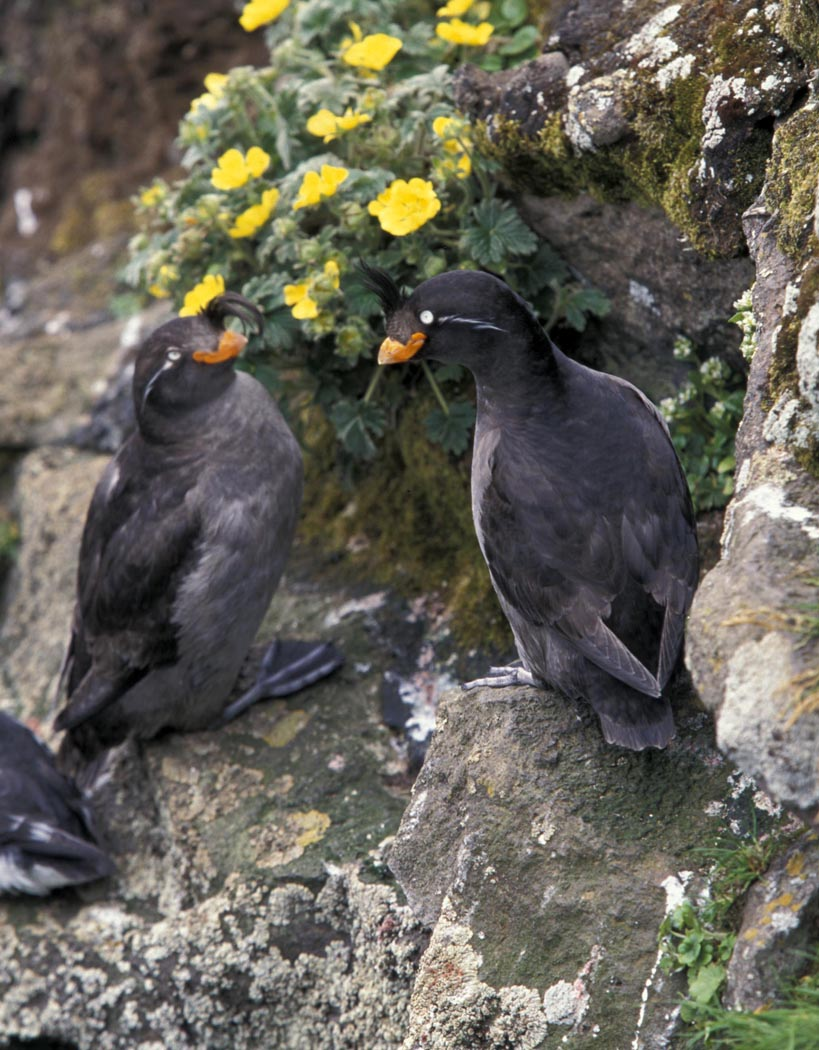
Ein Paar Schopfalken

Das Verbreitungsgebiet des Schopfalken ist die Beringsee sowie das Ochotskische Meer im nordwestlichen Pazifikraum. Schopfalken bevorzugen Gewässer mit zwei bis zehn Grad Oberflächentemperatur im Sommer und zwei bis fünf Grad im Winter.
An Land kommen Schopfalken nur während der Fortpflanzungszeit. Brutkolonien des Schopfalken finden sich auf den Kurilen und auf den Inseln des Ochotskischen Meeres wie Sachalin und den Schantarinseln. In der westlichen Beringsee brüten Schopfalken unter anderem auf den Kommandeurinseln, an der südöstlichen Küste der Tschuktschen-Halbinsel und auf der Ratmanow-Insel. An der Küste Alaskas brüten sie unter anderem auf den abgelegeneren Inseln der Aleuten, den Pribilof Islands, der St.-Matthew-Insel, der Sankt-Lorenz-Insel, auf King Island und den Shumagin Islands, einer Inselgruppe im Golf von Alaska.
Im Winterhalbjahr halten sich Schopfalken gewöhnlich südlich der Treibeisgrenze auf, allerdings verbleiben einige Vögel auch im treibeisreichen Ochotskischen Meer. In Asien ist die Art in der Nähe der Kurilen, Sachalins und im Norden von Hokkaidō zahlreich zu beobachten. Im Osten halten sich viele Schopfalken in der Nähe der Kodiak-Insel auf. Irrgäste erreichen sogar die Wrangelinsel oder schwimmen den Yukon River hinauf, wo sie bis zu 600 Kilometer im Inneren von Alaska beobachtet wurden. Im Süden erreichen sie vereinzelt die Küstengewässer von British Columbia und Niederkalifornien. Selbst im Nordatlantik sind sie bereits vor Island gesehen worden.

## Nahrung
Schopfalken suchen sowohl in den Küstengewässern als auch auf hoher See nach Nahrung. Dabei suchen sie auch Regionen auf, die mehr als 100 Kilometer von ihrer Brutkolonie entfernt liegen. Maßgeblich ist, dass diese Gewässer eine hohe Dichte an Zooplankton aufweisen. Zum Nahrungsspektrum gehören kleine Fische und Tintenfische, Krustentiere und andere Wirbellose.

## Fortpflanzung

### Sozialverhalten

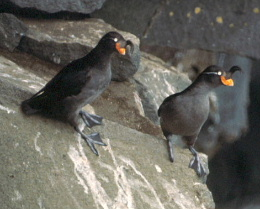
Ein Paar Schopfalken

Zu den arttypischen Verhaltensmerkmalen des Schopfalken gehört ein Kreisen von Schwärmen der Schopfalken in Höhen von teils mehr als fünfhundert Metern über den Brutkolonien. Grundsätzlich sind sie ausgesprochen gesellige Vögel, die ganzjährig in großen Schwärmen zusammenbleiben. Individuen, die die unmittelbare Nähe zu ihren Artgenossen verlieren, suchen sofort nach Anschluss. Das führt bisweilen dazu, dass Schopfalken in der ersten Reihe eines Schwarmes langsamer werden, während Vögel am Ende des Schwarmes schneller werden und somit in einer langgezogenen Schwarmformation fliegen, die sich immer wieder verdichtet und dann in mehrere Einzelschwärme auseinanderbricht.
Die Anzahl von Schopfalken, die in einer Kolonie anwesend sind, variiert von Tag zu Tag stark. Typischerweise gibt es zwei Aktivitätshöhepunkte, dazwischen wirkt die Kolonie fast verlassen. Die einzig sichtbare Aktivität ist auf Vögel begrenzt, die ihre Nisthöhlen verlassen oder Futter für Jungvögel heranbringen. Schopfalken konkurrieren innerhalb der Kolonien um geeignete Nistplätze, insbesondere Männchen reagieren in den Brutkolonien aggressiv auf eine zu große Annäherung anderer Männchen und Jungvögel. Kämpfende Schopfalken hacken mit den Schnäbeln nacheinander; dabei zielen sie regelmäßig auf die Augen. Sie greifen einander im Nacken oder am Schnabel und schlagen mit den Flügeln aufeinander ein. Männchen haben auf Grund dieser Kämpfe häufig gerupfte Federhauben. Grundsätzlich korreliert die Haubengröße mit der Dominanz; der Gewinner solcher Übergriffe hat gewöhnlich die größere Federhaube. Aggressive Interaktionen zwischen Männchen sind auch auf hoher See zu beobachten. Das gilt vor allem, wenn ein verpaartes Männchen sein Weibchen gegenüber anderen Männchen verteidigt, die sich diesem nähern. Weibchen zeigen seltener aggressive Verhaltensweisen. Aggressive Verhaltensweisen zeigen Schopfalke auch gegenüber anderen Alkenvögeln. Der zur selben Gattung gehörende, knapp sperlingsgroße Zwergalk unterliegt regelmäßig in Zweikämpfen um Niststandorte dem Schopfalk. Es wird sogar davon ausgegangen, dass die in Brutkolonien gelegentlich zu findenden toten Zwergalken Opfer von Auseinandersetzungen mit dem Schopfalk sind.

### Niststandort
Schopfalken, die im Süden des Verbreitungsgebietes brüten, halten sich von August bis Anfang Mai im Verbreitungsgebiet auf. Die im nördlichsten Bereich des Verbreitungsgebietes brütende Schopfalken bleiben dagegen von September bis Anfang Juni auf hoher See. Nester finden sich vom Meeresniveau bis in Höhen von 500 Metern. Brutkolonien finden sich häufig an Schutthalden. Wo diese Schutthalden sehr umfangreich sind, nutzen mehrere Brutpaare gelegentlich einen großen Spalt, um zu ihren Bauen zu gelangen, die dann gelegentlich bis zu zehn Meter unter der Schuttoberfläche liegen. Auf geeignetem Untergrund kann die Dichte sehr hoch sein. So finden sich auf Buldir Island, Alaska auf 100 Quadratmeter 1.500 bis 2.000 Brutpaare. Die Schutthalden haben hier eine Tiefe von zehn Metern, pro Kubikmeter Schutt brüten eineinhalb bis zwei Brutpaare. Einige Brutpaare brüten so tief in den Schutthalden, dass ihre Baue auch bei Tag vollständig dunkel sind. Das eigentliche Nest ist eine flache Mulde, die häufig mit kleinen Kieseln ausgelegt ist. Einige Brutpaare legen ihre Eier jedoch auch auf den blanken Felsen oder eine nur etwas ausgescharrte Erdmulde.

### Gelege und Jungvögel
Der Höhepunkt der Eiablage fällt auf den Aleuten gewöhnlich auf Ende Mai, auf den Pribilof Islands in den frühen Juni, auf den St. Matthew-Islands auf Mitte Juni und auf der Sankt-Lorenz-Insel auf Mitte Juli. In den nördlicheren Regionen des Verbreitungsgebietes hat der Zeitpunkt der Schneeschmelze erheblichen Einfluss auf den Brutbeginn. Wie bei vielen Alkenvögeln besteht das Gelege aus nur einem Ei. Nachgelege bei Eiverlust sind sehr selten. Das Ei ist oval und weist eine glatte Oberfläche auf. Es ist zu Beginn weiß und wird im Verlauf der Brut durch die Umgebung schmutzig braun. Ein frisch gelegtes Ei wiegt gewöhnlich 36,3 Gramm, das entspricht etwa 14 Prozent des Körpergewichtes eines Weibchens. Die Brutzeit beträgt durchschnittlich 34 Tage. Beide Elternvögel sind gleichermaßen an der Brut beteiligt und lösen sich gewöhnlich in Intervallen von 24 Stunden ab.
Die Jungvögel werden zunächst ständig gehudert, werden aber tagsüber zunehmend von den Elternvögeln allein gelassen, bis sie ab dem 20. Lebenstag den ganzen Tag über ohne Fürsorge der Eltern selbstständig zurechtkommen müssen. Zum Zeitpunkt, zu dem sie flügge werden, wiegen Jungvögel etwa 250 Gramm. Bevor sie ihre Nisthöhle endgültig verlassen, kommen sie gelegentlich bis zum Bauausgang und trainieren ihre Flugmuskulatur, indem sie ihre Flügel für 15 bis 30 Sekunden heftig schlagen. Wenn die Jungvögel die Brutkolonie verlassen, klettern sie ohne Begleitung oder Unterstützung der Elternvögel auf den nächsten Felsen und fliegen los. Viele fliegen direkt aufs Meer hinaus, andere landen aber am Fuß der Schutthalten, verletzen sich dort oder werden von Möwen, Falken und Füchsen gefangen. Eine Versorgung der Jungvögel auf hoher See durch die Elternvögel findet nicht statt.

## Bruterfolg und Lebenserwartung
Der Reproduktionserfolg von Schopfalken ist nur schwer zu ermitteln, weil die Brutvögel sensibel auf Störungen in ihren Bruthöhlen reagieren. Geschätzt wird, dass auf 100 Brutpaare 50 bis 55 Jungvögel flügge werden. Zu den Prädatoren zählen Polar- und Rotfuchs, die beide adulte Vögel schlagen. Braunbären graben an den Schutthügeln die Baue auf, um Elternvögel, Nestlinge und Eier zu fressen. Wühlmäuse fressen sowohl Eier als auch Nestlinge. Ratten töten ebenfalls adulte Vögel in den Bruthöhlen und fressen außerdem Eier und Jungvögel. Eismöwe, Beringmöwe und Kamtschatkamöwe zählen ebenso wie Schneeeule, Weißkopfseeadler und Riesenseeadler, Gerfalke und Wanderfalke zu den weiteren Prädatoren dieser Art.
Die Mortalitätsrate adulter Schopfalken beträgt etwa elf Prozent pro Jahr. Sie erreichen durchschnittlich ein Lebensalter von 9,6 Jahren.

## Bestand

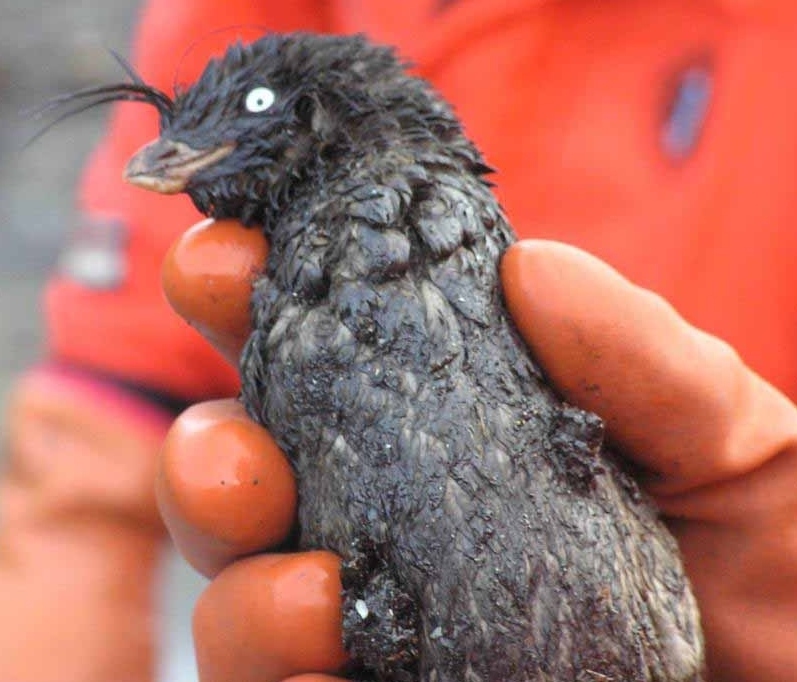
Ölverschmutzter Schopfalk

Die genaue Bestandszahl des Schopfalken ist nicht bekannt. Es wird geschätzt, dass mindestens zwei Millionen Vögel an der russischen Küste und drei Millionen an der Küste Nordamerikas leben. Brutkolonien mit mehr als 100.000 Individuen kommen unter anderem auf Buldir Island, Kiska Island, der Sankt-Lorzent-Insel, der St.-Matthew-Insel, der Ratmanow-Insel, Tschirinkotan und Uschischir vor.
Es gibt keine Indizien für globale Bestandstrends, aber die Einführung von Füchsen auf einigen der Aleuteninseln haben dort wie bei anderen Alkenvögeln zu einem drastischen Rückgang der Populationszahlen geführt. Eingeschleppte Ratten haben auf einigen anderen Inseln ähnliches bewirkt. Entlang der Küsten einiger Inseln, auf denen sich Brutkolonien finden und die in der Nähe von Schiffsrouten liegen, wurden ölverschmutzte Kadaver gefunden, was darauf hinweist, dass die Ölverschmutzung der Meere möglicherweise eine der wesentlichen Todesursachen ist. Regelmäßig ertrinken Schopfalken auch in Treibnetzen. Die Lichter von Schiffen ziehen vor allem in nebligen Nächten Schopfalken an, die dann bei Zusammenstößen regelmäßig ums Leben kommen.

## Belege

### Einzelbelege
1. ↑  Factsheet auf BirdLife International
2. ↑  Gaston et al., S. 244 und S. 245
3. ↑  Gaston et al., S. 242
4. 1 2  Gaston et al., S. 243
5. ↑  Gaston et al., S. 249
6. 1 2  Gaston et al., S. 247
7. 1 2  Gaston et al., S. 245
8. 1 2 3  Gaston et al., S. 248
9. ↑  Gaston et al., S. 248 und S. 249
10. ↑  Gaston et al., S. 258
11. 1 2 3 4 5  Gaston et al., S. 250
12. 1 2  Gaston et al., S. 251
13. ↑  Gaston et al., S. 252